# Santa Fé do Sul
Santa Fé do Sul é um município brasileiro do estado de São Paulo. Fundada em 24 de junho de 1948, localiza-se a uma latitude 20º12'40" sul e a uma longitude 50º55'33" oeste, estando a uma altitude de 370 metros. Tem população de 34.794 habitantes (IBGE/2022) e área de 206,537 km².

## Estância turística
Santa Fé do Sul é um dos 29 municípios paulistas considerados estâncias turísticas pelo Estado de São Paulo, por cumprirem determinados pré-requisitos definidos por Lei Estadual. Tal status garante a esses municípios uma verba maior por parte do Estado para a promoção do turismo regional. Também, o município adquire o direito de agregar junto a seu nome o título de Estância Turística, termo pelo qual passa a ser designado tanto pelo expediente municipal oficial quanto pelas referências estaduais.

## História
Em 1920, o major inglês John Byac Paget (comentava-se na época que ele representava uma companhia petrolífera que teria interesse na região, porque a bacia do rio Paraná teria características à formação de jazidas petrolíferas) comprou 32 mil alqueires da antiga Fazenda São José da Ponte Pensa.
A área localizava-se no extremo Noroeste do estado de São Paulo, nas divisas dos estados de Minas Gerais e Mato Grosso do Sul. Para garantir a posse da terra, o major, que nunca veio ao Brasil, colocou 79 famílias. Mas em 1946, quando da promulgação da Constituição, ficou estabelecido que o subsolo era propriedade da União. No mesmo ano, a Companhia Agrícola de Imigração e Colonização (Caic), que conhecia os planos de expansão da antiga Estrada de Ferro Araraquara (EFA), que eram chegar às barrancas do rio Paraná e depois seguir rumo a Cuiabá, comprou os 32 mil alqueires.
Em maio, a Caic abriu a estrada boiadeira para atingir o rio Paraná, no Porto Taboado, para fazer um estudo geoeconômico da região. Com a crise econômica pós-guerra, diretores da EFA, preocupados com o pagamento de dividendos aos acionistas, compraram 30 mil alqueires da Caic e lotearam o latifúndio em pequenas áreas e venderam a prazo. Eles demarcaram 600 alqueires, sendo 100 para a edificação da cidade e o restante para chácaras.
O objetivo foi povoar a região com pequenos lavradores. A produção seria escoada pela ferrovia e, assim, o lucro retornaria ao final de cada ano. Derrubado o mato, em setembro de 1946, foram abertas as primeiras ruas e o espanhol Salvador Martins, no extremo da primeira avenida, construiu uma casinha de tijolos, onde estabeleceu uma casa comercial. Menos de dois anos depois, em 24 de junho de 1948, foi celebrada por frei Canuto, de Aparecida do Taboado, a primeira missa, data considerada da fundação de Santa Fé do Sul.
O nome da cidade foi objeto de inúmeras sugestões, sendo escolhido Santa Fé, por coincidir com as iniciais de Sales Filho. A partícula "do Sul" foi acrescentada por lei, pois havia no Norte do Brasil uma vila com o mesmo nome. Antônio Sales Filho, eleito deputado estadual em 1950, juntamente com outros parlamentares, conseguiram a elevação do povoado à condição de município, em 1953.

## Geografia
O município de Santa Fé do Sul localiza-se no extremo noroeste paulista, a 626 km da capital, possuindo uma área territorial de 208,91 km². Limita-se a Oeste e noroeste com o município de Rubinéia, a norte com o município de Santa Clara d'Oeste, a nordeste com o município de Santa Clara d'Oeste, leste com o município de Três Fronteiras, a sudeste com o município de Nova Canaã Paulista e ao sul com Aparecida d'Oeste.

### Clima
O clima de Santa Fé do Sul é o tropical Aw. Possui um verão marcado por temperaturas quentes e muita precipitação na forma de chuva e invernos secos com temperaturas mais baixas, sendo que a umidade relativa do ar chega a marcar valores inferiores a 15% durante as tardes. Segundo dados do Centro Integrado de Informações Agrometeorológicas (CIIAGRO/SP), desde abril de 2002 a menor temperatura registrada em Santa Fé do Sul foi de 5,4 °C nos dias 8 de julho de 2002 e 25 de julho de 2013 e a maior atingiu 42,6 °C em 6 de outubro de 2020. O maior acumulado de chuva em 24 horas alcançou 134,1 mm em 28 de outubro de 2017.
| Dados climatológicos para Santa Fé do Sul | Dados climatológicos para Santa Fé do Sul | Dados climatológicos para Santa Fé do Sul | Dados climatológicos para Santa Fé do Sul | Dados climatológicos para Santa Fé do Sul | Dados climatológicos para Santa Fé do Sul | Dados climatológicos para Santa Fé do Sul | Dados climatológicos para Santa Fé do Sul | Dados climatológicos para Santa Fé do Sul | Dados climatológicos para Santa Fé do Sul | Dados climatológicos para Santa Fé do Sul | Dados climatológicos para Santa Fé do Sul | Dados climatológicos para Santa Fé do Sul | Dados climatológicos para Santa Fé do Sul |
| Mês | Jan                                       | Fev                                       | Mar                                       | Abr                                       | Mai                                       | Jun                                       | Jul                                       | Ago                                       | Set                                       | Out                                       | Nov                                       | Dez                                       | Ano                                       |
| --- | ----------------------------------------- | ----------------------------------------- | ----------------------------------------- | ----------------------------------------- | ----------------------------------------- | ----------------------------------------- | ----------------------------------------- | ----------------------------------------- | ----------------------------------------- | ----------------------------------------- | ----------------------------------------- | ----------------------------------------- | ----------------------------------------- |
| Temperatura máxima recorde (°C) | 39                                        | 38                                        | 37,2                                      | 36,9                                      | 34,4                                      | 33,7                                      | 34,7                                      | 38,4                                      | 41,2                                      | 42,6                                      | 40,5                                      | 38,4                                      | 42,6                                      |
| Temperatura máxima média (°C) | 31,9                                      | 32,4                                      | 31,9                                      | 31,4                                      | 28,7                                      | 28,5                                      | 28,8                                      | 30,9                                      | 32,4                                      | 33,1                                      | 32,1                                      | 32,2                                      | 31,2                                      |
| Temperatura média (°C) | 26,8                                      | 26,9                                      | 26,5                                      | 25,5                                      | 22,5                                      | 22                                        | 21,8                                      | 23,4                                      | 25,4                                      | 26,8                                      | 26,5                                      | 26,9                                      | 25,1                                      |
| Temperatura mínima média (°C) | 21,6                                      | 21,4                                      | 21                                        | 19,7                                      | 16,3                                      | 15,5                                      | 14,7                                      | 15,8                                      | 18,4                                      | 20,5                                      | 20,9                                      | 21,6                                      | 19                                        |
| Temperatura mínima recorde (°C) | 16,1                                      | 17                                        | 15,5                                      | 10                                        | 8,4                                       | 6,3                                       | 5,4                                       | 5,9                                       | 8,2                                       | 12,6                                      | 12,9                                      | 14,6                                      | 5,4                                       |
| Precipitação (mm) | 247,2                                     | 138,8                                     | 137,7                                     | 57,5                                      | 61,1                                      | 30,7                                      | 13,5                                      | 17                                        | 58,2                                      | 94,8                                      | 118,3                                     | 161,6                                     | 1 136,4                                   |
| Fonte: Centro Integrado de Informações Agrometeorológicas (CIIAGRO/SP) (climatologia: 2002-2020; recordes de temperatura: 19/04/2002-presente) |                                           |                                           |                                           |                                           |                                           |                                           |                                           |                                           |                                           |                                           |                                           |                                           |                                           |

### Hidrografia

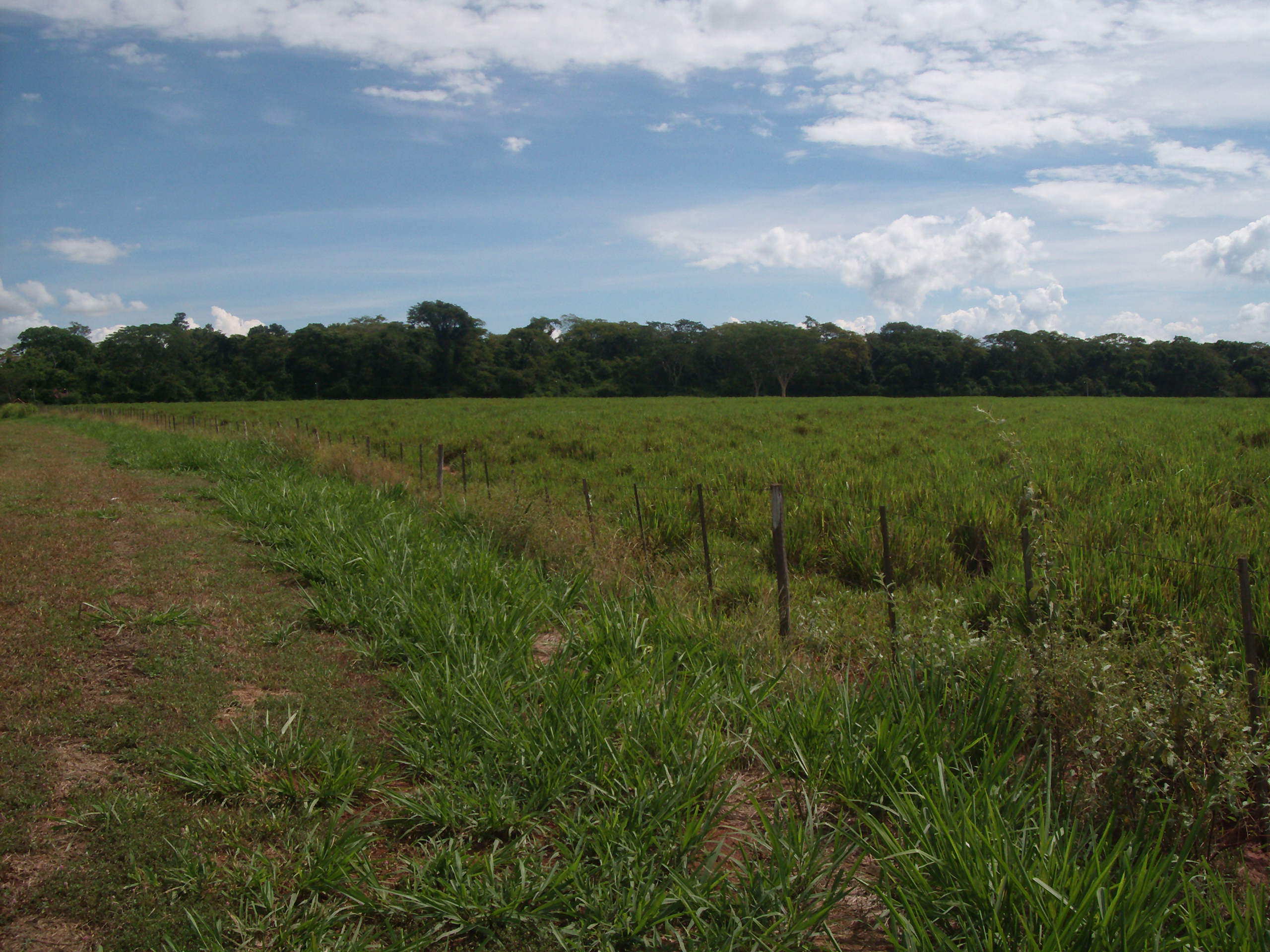
Remanescente de Mata Atlântica na Fazenda Bela Vista

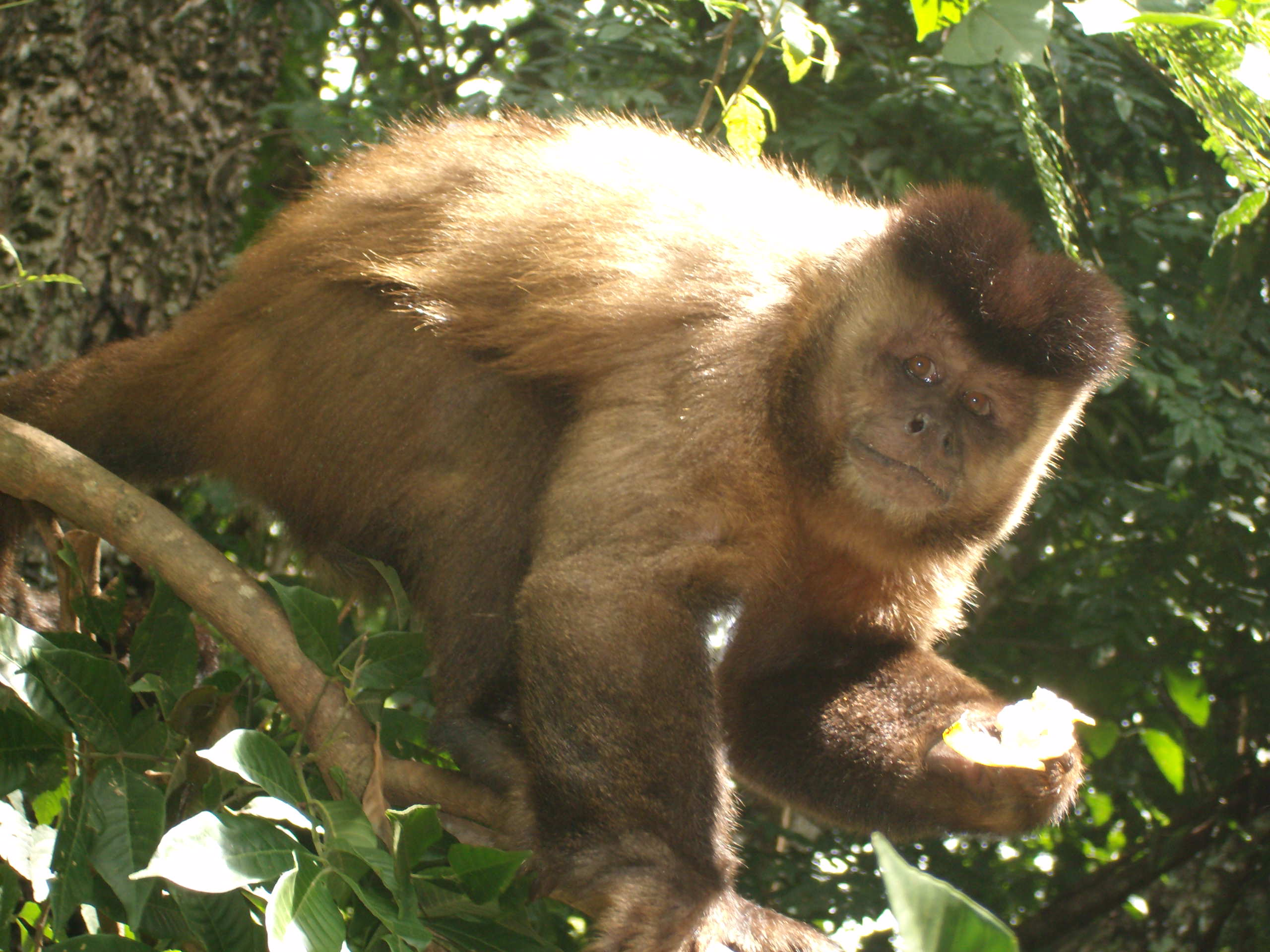
Macho de macaco-prego fotografado na Mata dos Macacos

Santa Fé do Sul situa-se a 18 km do encontro dos rios Grande, divisa natural SP/MG, e Paranaíba, divisa natural MS/MG, onde ocorre a formação do rio Paraná, reservatório da Hidrelétrica de Ilha Solteira. Da confluência até a Usina são aproximadamente 80 km, os quais formam o denominado Grande Lago pelo projeto turístico. A principal malha hidrográfica do município é formada pelo Ribeirão Ponte Pensa (principal) e pelos córregos Cabeceira Comprida, Jacu Queimado e da Mula.
O município também é banhado pelo Rio São José dos Dourados.

### Vegetação
Como em grande parte do Noroeste Paulista, o município de Santa Fé do Sul está inserido em sua totalidade no bioma da Mata Atlântica e a fitofisionomia encontrada é a Floresta Estacional Semidecidual ou Mata Atlântica do Interior (ecorregião da Floresta Atlântica do Alto Paraná). Tal vegetação perde parte de suas folhas na estação mais seca do ano.
Entretanto, a vegetação do município, assim como de toda região, foi reduzida a menos de 5 % de sua cobertura original. Calcula-se que em Santa fé do Sul, cerca de 3% ainda resiste na forma de mata secundária (já alterada pelo homem), o que corresponde a 768ha . 
Essa redução nas matas da região reduziu significativamente a biodiversidade, embora algumas espécies sejam relativamente comuns, como a arara-canindé, a garça-branca-grande, o tamanduá-bandeira e o macaco-prego, por serem ou espécies mais generalistas ou que se beneficiaram/não foram afetadas com o surgimento das pastagens.
O desmatamento não mais ocorre e ainda não há projetos de recuperação da biodiversidade, mas existem iniciativas para a recuperação de matas ciliares, como é mostrado pela avaliação da Secretaria do Meio Ambiente, que conferiu ao município o prêmio Município Verde Azul de 2011.

## Demografia

### População
| Crescimento populacional                             | Crescimento populacional | Crescimento populacional | Crescimento populacional |
| Ano                                                  | População Total          |                          | %±                       |
| ---------------------------------------------------- | ------------------------ | ------------------------ | ------------------------ |
| 1958                                                 | 32 781                   |                          | —                        |
| 1960                                                 | 46 551                   |                          | 42,0%                    |
| 1970                                                 | 16 939                   |                          | −63,6%                   |
| 1980                                                 | 20 370                   |                          | 20,3%                    |
| 1991                                                 | 23 110                   |                          | 13,5%                    |
| 2000                                                 | 26 512                   |                          | 14,7%                    |
| 2010                                                 | 29 239                   |                          | 10,3%                    |
| 2022                                                 | 34 794                   |                          | 19,0%                    |
| Est. 2024                                            | 36 098                   | [ 17 ]                   | 3,7%                     |
| Fontes: Censos Demográficos IBGE e Estimativas SEADE |                          |                          |                          |

### Dados demográficos
Dados do Censo - 2010
População total: 29.239
- Urbana: 28.088
- Rural: 1.151
- Homens: 14.084[21]
- Mulheres: 15.155

Densidade demográfica (hab./km²): 140,43
Taxa de alfabetização: 93,6%
Dados do Censo - 2000
Mortalidade infantil até 1 ano (por mil): 14,00
Expectativa de vida (anos): 72,24
Taxa de fecundidade (filhos por mulher): 1,96
Índice de Desenvolvimento Humano (IDH-M): 0,809
- IDH-M Renda: 0,755
- IDH-M Longevidade: 0,787
- IDH-M Educação: 0,885

(Fonte: IPEADATA)

## Política e administração
- Prefeito: Evandro Farias Mura (Republicanos) [23]
- Vice-prefeito: Fernando Camargo Benitez (PL) [24]
- Presidente da câmara: Wagner Antonio Pereira Lopes (MDB)  [25]

## Infraestrutura

### Comunicações
O sistema de telefones automáticos foi inaugurado na cidade em 1966. Já o sistema de discagem direta à distância (DDD) foi implantado em 1981 pela Telecomunicações de São Paulo (TELESP), com o código de área (0176).
Na década de 90 o código DDD da cidade foi alterado para (017), para padronização do sistema telefônico com a telefonia celular que estava sendo implantada em todo o estado.

### Transportes
- SP-320 - Rodovia Euclides da Cunha
- SP-595 - Rodovia dos Barrageiros
- Estrada de Ferro Araraquara
- Ferronorte - Ferrovia Norte Brasil[29][30]
- Aeroporto de Santa Fé do Sul

## Turismo

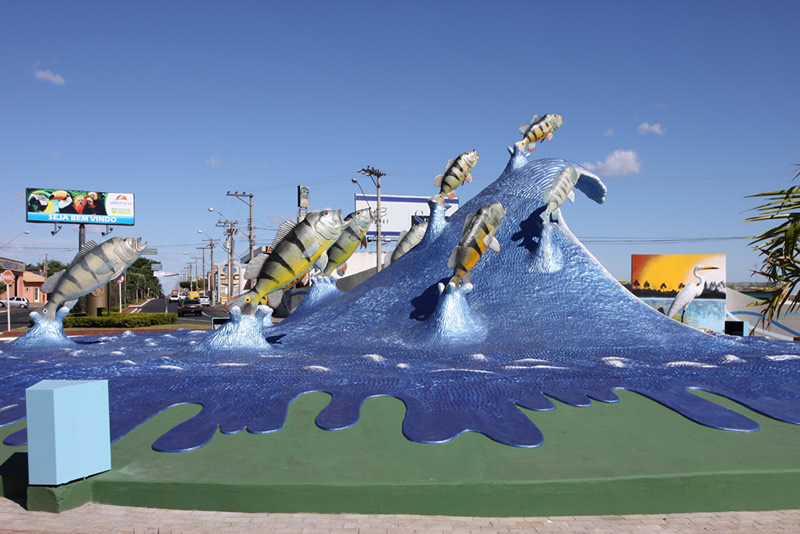
Monumento Tucunaré - Entrada da Estância Turística de Santa Fé do Sul

A chamada região dos Grandes Lagos é formada pelas usinas de Ilha Solteira, Jupiá e Água Vermelha e é constituída pelos rios Paraná, Paranaíba, Grande, e do rio Tietê. Esta localização faz da Estância Turística de Santa Fé do Sul um portal para o Mercosul.
Santa Fé do Sul é entrecortada por três microbacias: São José dos Dourados, Jacu Queimado e Ponte Pensa, o que atrai grande número de turistas em busca de pesca esportiva - com destaques para os peixes tucunaré (peixe introduzido, nativo da bacia Amazônica) e apaiari (conhecido popularmente como "zoiudo") - e passeios náuticos em balsa, barco, lancha e campeonatos de jet-ski. Conhecida como "Capital dos Grandes Lagos", a cidade recebe milhares de visitantes nos finais de semana. Em ocasiões especiais, como o carnaval e épocas festivas, a população aumenta em até 50%.
Há pórticos nas vias de acesso a cidade, na Rodovia Euclides da Cunha e Rodovia dos Barrageiros. Como parte do processo de urbanização, embelezamento e resgate histórico, estão edificados quatro monumentos em diferentes pontos da cidade, além da remodelação das três principais praças centrais. Outros atrativos da Estância são o Parque Ecoturístico das Águas Claras, a Mata dos Macacos, o Museu a Céu Aberto (Bela Vista) que tem peças típicas e tradicionais da região como o monjolo, instrumento usado para descasca de grãos, o carro de boi e uma mini-locomotiva da década 1960.

## Religião
O Cristianismo se faz presente na cidade da seguinte forma:

### Igreja Católica
- A igreja faz parte da Diocese de Jales.[32]

### Igrejas Evangélicas
- Assembleia de Deus Ministério do Belém.[33][34]
- Congregação Cristã no Brasil.[35]
- Igreja Presbiteriana Independente do Brasil.[36]
- Igreja Evangélica de Confissão Luterana no Brasil.[37]